# Журавчак Володимир Олексович
Володи́мир Оле́ксович Журавча́к (нар. 3 травня 1957, Східниця, Дрогобицька область) — український радянський футболіст, український футбольний тренер. Захисник. Майстер спорту СРСР (з 1984 року). 
Грав, зокрема, за «Торпедо» (Луцьк), «Металіст» (Харків), «Кубань» (Краснодар) і СКА «Карпати» (Львів). На аматорському рівні у 1988 році грав за «Авангард» (Дрогобич) у першості Львівської області.
Працював тренером у командах «Карпати» (Кам'янка-Бузька), «Газовик» (Комарно), ФК «Львів», «Волинь» (Луцьк), «Карпати» (Львів), «Вента» (Кулдіга, Латвія).
З 1 лютого до липня 2012 обіймав посаду головного тренера футбольного клубу «Львів»
У липня 2012 року на запрошення головного тренера «Таврії» Олега Лужного ввійшов до складу тренерського штабу сімферопольської команди.
Улітку 2016 ввійшов до тренерського штабу відновленого ФК «Львів».